# آتش و خون (بازی تاج‌وتخت)
«آتش و خون» (به انگلیسی: Fire and Blood) دهمین و آخرین قسمت فصل اول مجموعه تلویزیونی بازی تاج‌وتخت است که در ۱۹ ژوئن ۲۰۱۱ از شبکه اچ‌بی‌او پخش شد. دیوید بنیاف و دی. بی. وایس تحت نظر جورج آر آر مارتین آن را نوشته‌اند و آلن تیلور آن را کارگردانی کرده‌است. گفتنی است که امتیاز این قسمت از دید کاربران 9/4 می‌باشد.